# Скландраусіс
Скландраусіс (латис. sklandrausis, лів. sūrkak) — курземська випічка, старовинна страва латиської та лівської кухні. У 2011 році внесено до європейського реєстру, як латиська «гарантована традиційна спеціалізація».
Говорити точно про час і місце появи саме цієї селянської закуски не доводиться, але народна традиція місцем появи скландраусіса вважає район Кулдига, з подальшим поширенням кулінарного виробу в сторону Салдус і Лієпаї. 

## Приготування
Скландраусіс готується з крутого житнього тіста, замішаного на свинячому жирі, воді і кисляку. З розкачаного тіста ножем вирізаються стандартні круги діаметром приблизно 8 сантиметрів. Краї загинаються, і в сформовані, таким чином, кошики укладається підготовлена начинка із зварених заздалегідь картоплі та моркви, перемішаних з яйцем, политих сметаною або вершками. Розігрійте духовку до 200 °С і випікайте до повної готовності.
Начинка для скландраусіса може змінюватися в залежності від пропорцій використаних інгредієнтів. Як спеції використовують кмин, іноді картоплю змішують з сиром.
Вийнятий з духовки скландраусіс посипають невеликою кількістю цукру, подають до столу охолодженим. Їдять з маслом і медом, запивають холодним молоком.